# Ciriaco I di Bisanzio
Ciriaco (in greco Κυριακός, trasl. Kyriakos; ... – 230) è stato un vescovo romano, titolare della sede di Bisanzio tra il 214 e il 230. Appare in alcuni cataloghi patriarcali come Cirilliano (in greco Κυριλλιανός, trasl. Kyrillianos; in latino Cyrillianus).
Sotto Doroteo Tiro guidò la chiesa bizantina per sedici anni. Il suo ricordo è onorato dalla Chiesa ortodossa il 27 ottobre.